# Loes
Loes (także Lóis i Lóes) – rzeka w Timorze Wschodnim. Liczy 80 km długości.
Wypływa na wysokości 1320 m n.p.m. w subdystrykcie Fatumean dystryktu Cova Lima. Wpływa do Morza Sawu. Głównywi dopływami Loes są Marobo, Laulela (prawe) oraz Nunura, Bulobo (lewe). Nad Loes leży miasto Maliana.